# 北方斑點鴞
北方斑點鴞（學名Strix occidentalis caurina）是西點林鴞的一個亞種。它們分佈在北美洲西部，是一種中等大小的貓頭鷹，長約40-48厘米及重450-530克。雌鳥比雄鳥大。翼展約有106厘米。它們的頭部、頸部及背部呈深褐色及有白色斑點，下身白色及有褐色斑紋。飛羽呈深褐色，有淺褐色或白色斑紋。眼睛深色。面盤有白色羽毛。野生的壽命可達22歲，平均則為10歲。

## 分佈及棲息地
北方斑點鴞主要棲息在古老原始林及原始和幼生樹林的混合地區。它們分佈在太平洋海岸，由英屬哥倫比亞的南端至加利福尼亞州馬林縣。它們會在樹穴或大樹上築巢，也會使用其他鳥類棄置的巢穴。它們是一夫一妻制的，並會留在原住地區。

## 食性
北方斑點鴞主要是夜間活動的。它們吃林鼠屬及鼯鼠，也會吃細小的哺乳動物、爬行類、鳥類及昆蟲。它們會將獵物整隻吞掉，再吐出不能消化的毛髮、羽毛及骨頭。雄鳥及雌鳥也會獵食，但以雄鳥較多。它們可以捕捉在地上或飛行中的獵物。

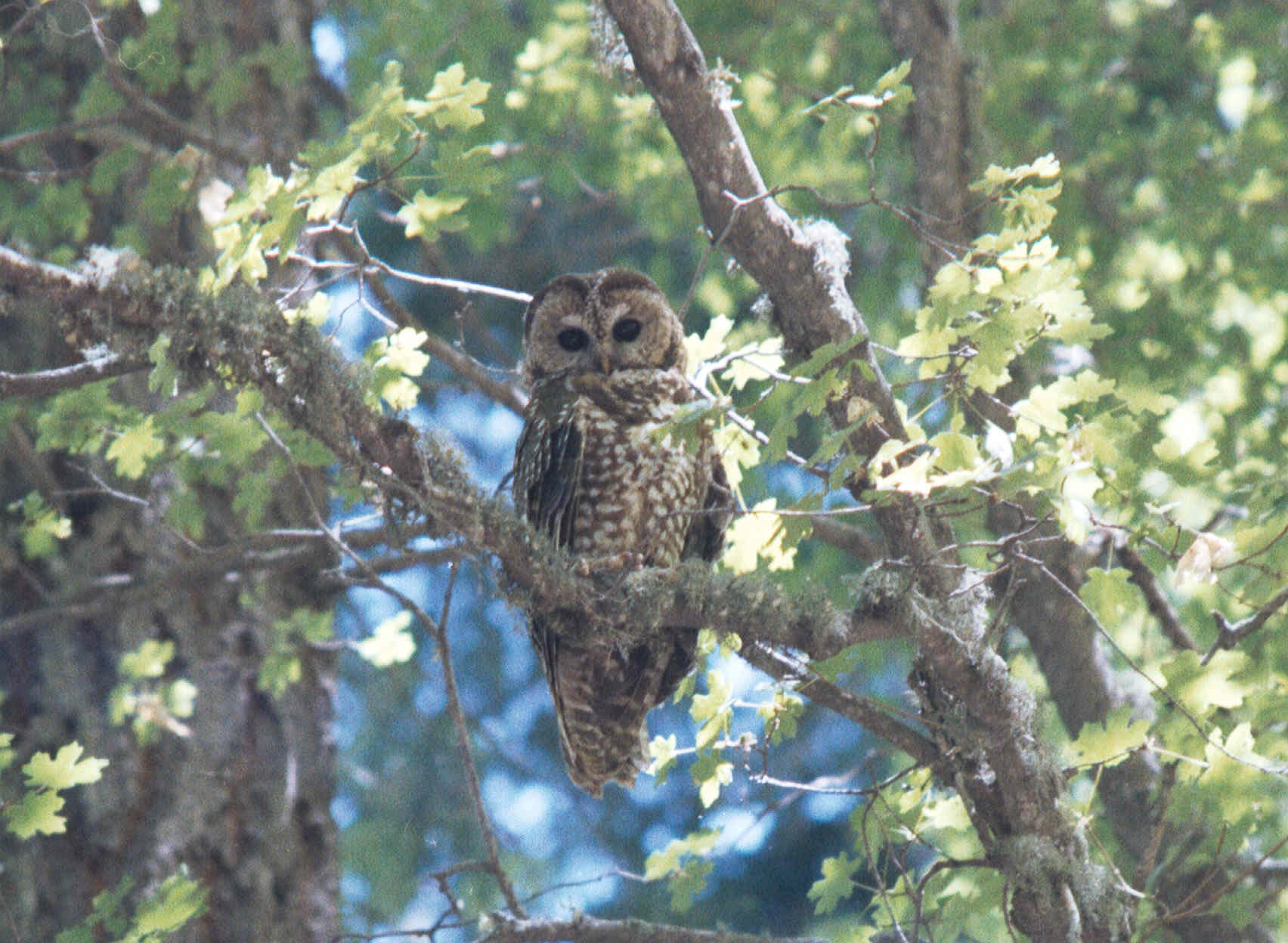
Strix occidentalis lucida

## 行為
北方斑點鴞的地盤性極高。每一對都需要很大的地盤來築巢和獵食，除非因季節性的突然轉變，否則很少會離開地盤。它們具有獨特的飛行模式，包括一連串急速拍翼及滑翔飛行。它們可以寂靜的滑翔來捕捉獵物。

## 繁殖
北方斑點鴞到了2歲就可以繁殖，不過一般要到3歲才開始。雄鳥及雌鳥會在2月或3月交配，在3月或4月就會生2-3隻蛋。雌鳥會負擔孵蛋，孵化期約需30日。在孵化後，雛鳥會留在母鳥身邊8-10日，在34-36日大時就僧換羽。這段時間捕獵都是由雄鳥來負責。幼鳥會留在雙親身邊直至下一個夏天或秋天。到了冬天，幼鳥就會離巢自組家庭。春天時，幼鳥的地盤與雙親的約相距38公里。

## 保育狀況
現時野外約有3000-5000對北方斑點鴞，大部份都分佈在華盛頓州、俄勒岡州及加利福尼亞州。加拿大的群落只有少於100對；在英屬哥倫比亞，野外就只餘下6對。
美國魚類暨野生動物局於1982年及1987年檢討了北方斑點鴞的狀況，發覺並非處於瀕危。但到了1990年，北方斑點鴞卻被列入瀕危物種中，最主要原因是失去了古老原始林的棲息地。美國亦已禁止在國家森林內伐林。2004年，局方再度確認它們處於瀕危，但成因卻改變了，而是橫斑林鴞的入侵所致。

## 外部連結
- Cornell Lab of Ornithology（页面存档备份，存于）
- Woodland Park Zoo
- Defenders of Wildlife